# 사카리아강

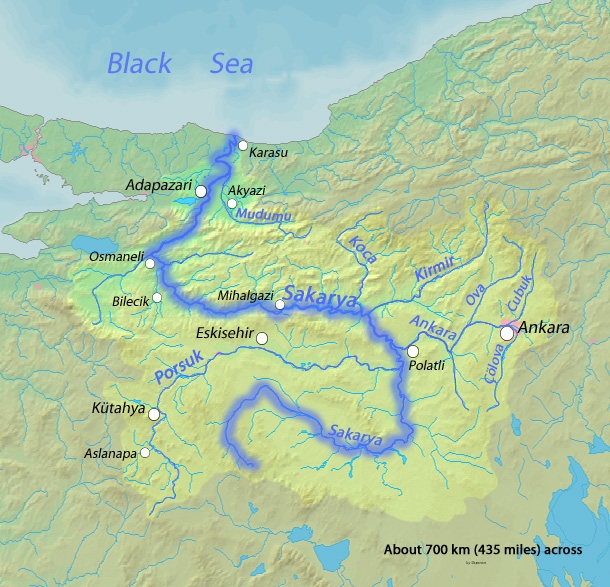
사카리아강

사카리아강(튀르키예어: Sakarya Nehri, 그리스어: Σαγγάριος 산가리오스[*], 라틴어: Sangarius)은 튀르키예에서 세 번째로 긴 강이다. 길이는 824km이다.

## 같이 보기
- 사카리아주